# Phöben
Phöben è una frazione (Ortsteil) della città tedesca di Werder (Havel), nel Land del Brandeburgo.

## Storia
Il 31 dicembre 2001 il comune di Phöben venne soppresso e aggregato alla città di Werder (Havel).

## Amministrazione
La frazione di Phöben è rappresentata da un consiglio di frazione (Ortsbeirat) di 3 membri.